# Tahala
Tahala (en árabe: تاهلة‎, en francés: Tahla) es una ciudad marroquí situada en la provincia de Taza en la región de Fez-Mequinez, a los pies del Atlas, entre Taza y Fez. Está limitada por las poblaciones de Matmata, Smiaa y Seghrouchen. Sus habitantes practican el islam suní, aunque mantienen tradiciones ancestrales y sus costumbres son más liberales que las de los musulmanes ortodoxos.

## Descripción
Habitada por bereberes de la tribu masamuda, es una ciudad de mediano tamaño, equipada con hospital, seis escuelas infantiles, un liceo de enseñanza media y el resto de servicios necesarios: matadero, mercado, etc.
La principal actividad económica es la agricultura, con una incipiente industria turística.

## Historia
Perteneció a los bereberes hasta el siglo XI, cuando la región fue invadida por los almorávides, para pasar en el siglo XII a manos de los almohades, a quienes se la disputaban los benimerines, que la dominaron en el siglo XIV hasta la llegada de los alauitas. Formó parte del Protectorado francés entre 1914 y 1956.